# Stanowisko (Kożyczkowo)
Stanowisko – część wsi kaszubskiej Kożyczkowo w Polsce, położona w województwie pomorskim, w powiecie kartuskim, w gminie Chmielno, na północny zachód od Kożyczkowa nad południowym brzegiem jeziora Osuszyno. Stanowisko leży na obszarze Pojezierza Kaszubskiego i znajduje się na terenie Kaszubskiego Parku Krajobrazowego. 
Wchodzi w skład sołectwa Kożyczkowo. 
W latach 1975–1998 Stanowisko administracyjnie należało do województwa gdańskiego.